# Tom DeLonge
Ifj. Thomas Matthew DeLonge (Poway, Kalifornia, 1975. december 13. –) amerikai zenész, a blink-182 együttes alapító tagja. Amíg a blink szünetelt (2002) Travis Barker-rel, a blink dobosával és még két gitárossal megalapította a Box Car Racer nevű bandát, ami egy albumot és egy turnét élt meg. Ezután visszatértek a blink-be. 2005-ben, a blink-182 feloszlása után alapította meg az Angels and Airwaves együttest, melyben jelenleg is tevékenykedik.

## 2005-től napjainkig

### 2005-2008: We Don't Need To Whisper és I-Empire
Az Angels & Airwaves-szel  stúdióalbumot rögzítettek és egy DVD-t adtak ki Start The Machine címmel, amiben beszél a blink-182 végéről, az életében történt változásokról és a hibáiról. A DVD a We Don't Need To Whisper első albumuk stúdió munkálatairól szólnak. A második album az I-Empire nevet kapta, amit 2007 november elsején adtak ki.

### 2009-napjainkig: Legutóbbi munkái
Travis Barker 2008. szeptemberi súlyos repülőgép balesete, valamint az előző lemezük producerének hirtelen halála újra összehozta a zenekar tagjait, ami ahhoz vezetett, hogy 2009. febru-ár 9-én a rajongók legnagyobb örömére bejelentették, hogy újra összeálltak. Erre a 2009-es Grammy Díj átadó gálán került sor. Újult erővel látnak munkához, új albumot és nagy turnét terveznek.
Ez az új album 2011-ben meg is született, Neighborhoods címmel. Majd ezután 2012-ben kiadtak még egy EP-t (Dogs Eating Dogs), de az együttes új stúdió albumának munkálatai során újra kiújultak a konfliktusok Tom, illetve Travis és Mark között. Ennek a konfliktusnak a lezárásaként Tom 2015. január 26-án Tom újra kilépett a blink-182-ből. Azóta a zenekar a helyét Matt Skiba-val töltötte fel.
Az Angels & Airwaves harmadik stúdióalbuma 2010-ben Love címmel jelent meg, majd az ezt követő évben érkezett is ennek az albumban a második része (Love Part Two, 2011.). Az eddigi utolsó albumuk 2014-ben jelent meg The Dream Walker néven.

## Magánélete
DeLonge feleségével, Jennifer-rel, lányával, Ava Elizabeth-tel (született 2002. július 15.) és fiával, Jones Rocket-tel (született 2006. augusztus 16.) él. Van 2 kutyájuk egy német Shepard Grey és egy Labrador Retriever.
Ő a Macbeth Footwear tulajdonosa, amit Mark Hoppus-szal és egy másik barátjával együtt alapított, bár most Hoppus nélkül futtatja a vállalatot. Eladta a részét az Atticus Clothing-ban, amit szintén Hoppus-szal indított.
Ő szintén politikailag aktív volt a 2004-es és a 2008-as elnöki választásokon. 2004-ben, a Demokratikus elnökjelöltet John Kerry-t támogatta. 2008-ban pedig a szintén Demokratikus jelöltet Barack Obamát támogatta és az ő nemzedékének John F. Kennedy-jének nevezte őt. John McCain-t pedig egy 71 éves fegyveres kémkedő Republikánusnak nevezte.
Tom DeLonge vegetáriánus lévén létrehozott egy vegetáriánus (vegan) lábbeli-sorozatot a vállalatán a Macbeth Footwear-en keresztül.

## Felszerelése

### Korábbi felszerelése
- Tom DeLonge Stratocaster
- Gibson Custom ES-335
- Mesa Boogie Triple Rectifier
- Marshall JCM900
- Mesa Boogie Simul 2:Ninety
- Mesa Boogie TriAxis Programmable Preamp
- (Ernie Ball) Skinny Top Heavy Bottom húrok

### Jelenlegi felszerelése
- Tom DeLonge Signature Gibson ES-333
- Fender '65 Twin Reverb Amplifier
- VOX AC30H2
- Big Bite The Big Bite[79]
- Boss DD-7 Digital Delay
- Fulltone Fulldrive2 MOSFET
- MXR EVH117 Flanger pedál
- Tremulator pedás
- Dunlop Tortex .60 pengetők
- Ernie ball Skinny Top Heavy Bottom húrok
- MXR Distortion + – M 104 pedál

## Diszkográfia

### A blink-182-vel
- Cheshire Cat (1995)
- Dude Ranch (1997)
- Enema of the State (1999)
- Take Off Your Pants and Jacket (2001)
- Blink-182 (2003)
- Neighborhoods (2011)
- Dogs Eating Dogs (2012)
- ONE MORE TIME (2023)

### A Box Car Racer-rel
- Box Car Racer (2002)

### Az Angels & Airwaves-szel
- We Don't Need to Whisper (2006)
- I-Empire (2007)
- Love (2010)
- Love: Part 2 (2011)
- The Dream Walker (2014)
- Lifeforms (2021)

### Szólóban
- To the Stars... Demos, Odds and Ends (2015)

## Film szerepei
| Év   | Cím                                                    | Főszerepben | Rendező | Író  | Producer | Megjegyzés     |
| ---- | ------------------------------------------------------ | ----------- | ------- | ---- | -------- | -------------- |
| 1999 | Amerikai pite                                          | Igen        |         |      |          | Cameo          |
| 1999 | The Urethra Chronicles                                 | Igen        |         |      |          | Dokumentumfilm |
| 2002 | The Urethra Chronicles II: Harder Faster Faster Harder | Igen        |         |      |          | Dokumentumfilm |
| 2002 | Box Car Racer                                          | Igen        |         |      |          | Dokumentumfilm |
| 2008 | Start the Machine                                      | Igen        |         |      |          | Dokumentumfilm |
| 2009 | One Nine Nine Four                                     | Igen        |         |      |          | Dokumentumfilm |
| 2011 | Love                                                   |             |         |      | Igen     |                |
| 2014 | Poet Anderson: The Dream Walker                        |             | Igen    | Igen | Igen     | Rövidfilm      |

## Bibliográfia
| Év   | Cím                                               | Műfaj        | Megjegyzés                                                   |
| ---- | ------------------------------------------------- | ------------ | ------------------------------------------------------------ |
| 2001 | Blink-182: Tales From Beneath Your Mom            | életrajz     | Mark Hoppus-szal, Travis Barker-rel és Anne Hoppus-szal      |
| 2013 | The Lonely Astronaut On Christmas Eve             | gyermekkönyv | Illusztrálta: Mike Henry                                     |
| 2015 | Poet Anderson: The Dream Walker #1-3              | komédia      | Ben Kull-lal, illusztrálta: Djet                             |
| 2015 | Poet Anderson: ...Of Nightmares                   | regény       | Suzanne Young-gal                                            |
| 2015 | Strange Times: The Curse of Superstition Mountain | komédia      | Illusztrálta: Edgar Martins, Sergio Martins és Carina Morais |
| 2016 | Sekret Machines: Book 1: Chasing Shadows          | regény       | A.J. Hartley-val                                             |
| 2016 | Untitled Strange Times novel                      | regény       | Geoff Herbach-hal                                            |